# Estadio Shajtar
El estadio Shajtar (en ucraniano: Стадіон «Шахтар») es un estadio multiusos de Donetsk, Ucrania. Fue inaugurado el 5 de septiembre de 1936 y tiene una capacidad para 31 718 espectadores sentados. En él disputa sus partidos el equipo reserva del Shajtar Donetsk y el Metalurh Donetsk cuando juega competiciones europeas. El estadio fue reconstruido en 2000.
Aunque el Estadio Shajtar es un recinto más antiguo y utilizado principalmente por el equipo reserva del Shakhtar y el Metalurh Donetsk para competiciones europeas, también quedó inutilizable debido a la misma situación de inseguridad en Donetsk, una zona controlada por separatistas prorrusos y afectada por la falta de reconocimiento internacional de la autoproclamada República Popular de Donetsk.